# الحادث بين إسرائيل وسوريا فبراير 2018
وقع الحادث بين إسرائيل وسوريا فبراير 2018 في 10 فبراير 2018. عندما أسقطت قوات الدفاع الجوي السوري طائرة إسرائيلية من طراز إف-16. وردا على ذلك، ضربت القوات الجوية الإسرائيلية عدة أهداف سورية داخل سوريا. بعد ساعتين من إسقاط الطائرة، بدأت إسرائيل بمهاجمة أهداف إضافية داخل سوريا، بما في ذلك مواقع الدفاع الجوي. والأهداف الإيرانية بالقرب من دمشق. وتزعم إسرائيل أنها دمرت غرفة القيادة والتحكم الرئيسية للجيش السوري. بحسب رئيس الوزراء الإسرائيلي بنيامين نتانياهو هذه هي أول خسارة لطائرة تابعة للقوات الجوية الإسرائيلية لنيران العدو في 36 عاما.
هذا الحادث غير معتاد للغاية، إذ أنها المرة الأولى التي تتواجه كل من إسرائيل وإيران بصورة مباشرة منذ الثورة الإيرانية في عام 1979، وبدء الصراع بالوكالة بين إسرائيل وإيران. وزعمت إسرائيل أنه «أكبر وأهم هجوم تشنه القوات الجوية ضد الدفاعات الجوية السورية منذ حرب لبنان عام 1982». وقال حزب الله إن إسقاط طائرة إف-16 هو بداية «مرحلة إستراتيجية جديدة» حيث أنها المرة الأولى التي فقدت فيها إسرائيل طائرة مقاتلة أمام العدو منذ عام 1982.

## الخط الزمني
قامت إسرائيل بمهاجمة أهداف قالت إنها إيرانية بعد إتهامها لإيران باختراق إحدى طائراتها المسيرة للمجال الجوي الإسرائيلي في بيسان لتقوم القوات الجوية الإسرائيلية بغارة من 8 طائرات إف 16 (إسرائيلة أمريكية الصنع) لها لتستهدف 12 قاعدة عسكرية قرب تدمر منها 4 قواعد تابعة للحرس الثوري الإيراني، أدى هذا الهجوم لتدمير قواعد بطاريات لصواريخ سام 3 وطائرات مسيرة، فيما أعلن الدفاع الجوي السوري عن إسقاطه لإحدى الطائرات المسيرة من نوع إف 16 عن طريق صاروخ سام 90 لإسرائيل وذكر أنها وقعت في منطقة الجولان.
بعد ساعات من الحدث، ذكرت «غرفة عمليات حلفاء سوريا» في بيان صدر عن قائدها أن «الطائرات من دون طيار كانت تعمل منذ بداية الحرب على جمع معلومات لصالح الجيش السوري ولها دور كبير في تطهير المنطقة الشرقية من مسلحي «تنظيم الدولة الإسلامية (داعش)» الإرهابي». وفنّدت ادعاءات إسرائيل بأن الغارات نفذت بعد خرق طائرة مسيرة إيرانية مجالها الجوي، مشدّدا على أن «تلك الطائرة أُطلقت صباح اليوم لكن باتجاه البادية السورية في مهمة اعتيادية لرصد من تبقى من مسلحي «داعش» وتدميرهم، وهي كانت فوق مدينة السخنة في ريف حمص الشرقي لحظة استهداف المحطة، وجميع الادعاءات عن خرقها المجال الجوي للأراضي الفلسطينية «كذب وافتراء وتضليل»». وشدد البيان على أن الغارات الإسرائيلية الأخيرة «عمل إرهابي مدان لن يتم السكوت عنه من الآن وصاعدا»، مهددا بأن أي اعتداء جديد سيشهد «ردا قاسيا وجديا يتناسب مع الوضعية الخاصة به».

## أعقاب

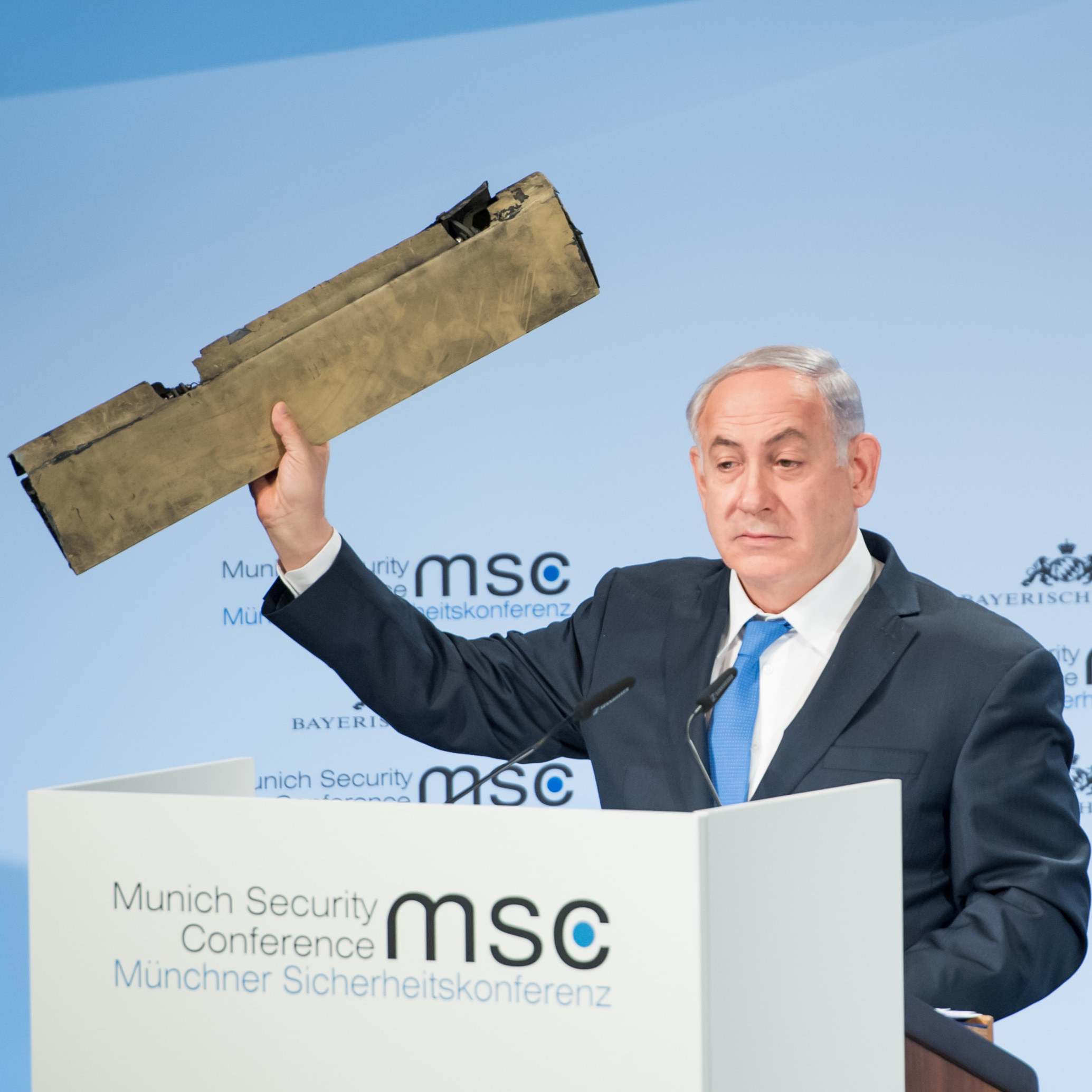
بنيامين نتنياهو وهو يحمل قطعة من طائرة إيرانية بدون طيار خلال مؤتمر ميونيخ للأمن في فبراير 2018.

في الصباح الباكر في شمال إسرائيل، تم سماع صفارات الإنذار، وتوقفت الرحلات الجوية في مطار تل أبيب الدولي لفترة وجيزة. كما أنه كشف مُحلّل الشؤون العسكريّة في شركة الأخبار الإسرائيليّة، روني دانئيل عن إغلاق مطار بن غوريون الدولي لعدّة ساعات، عقب اسقاط طائرة اف 16. وأجرى رئيس الوزراء الإسرائيلي بنيامين نتانياهو مشاورات أمنية في أعقاب الحادث.
وصف الحادث أنه أقوى شنته إسرائيل على سوريا منذ سنة 1982. حذرت روسيا إسرائيل فيما بعد من إستهداف الجنود الروس في سوريا إلا أن إسرائيل ذكرت أنها إتصلت بروسيا قبل الهجوم. نفت إيران بعد ذلك قيامها بتسيير أي طائرة تابعة لها داخل إسرائيل.

## ردود الفعل
- إسرائيل: ذكر رئيس الوزراء الإسرائيلي بنيامين نتناياهو أن بلاده تسعى للسلام مع الكل إلا أنها ستدافع عن نفسها ضد إيران.[22]
- إيران: نفت وزارة الخارجية الإيرانية «أي دور لها في إرسال طائرة مسيرة إلى شمال إسرائيل»، كما نفت «أي دور لها في إسقاط المقاتلة الإسرائيلية». وقالت وزارة الخارجية إن «الوجود الإيراني في سوريا استشاري وبطلب من الحكومة السورية»، مضيفة أن الادعاءات بإطلاق إيران طائرة مسيرة والوقوف وراء إسقاط الطائرة الإسرائيلية مثيرة للضحك ولا تستحق التعليق.[23] واعتبر أمين المجلس الأعلى للأمن القومي الإيراني، علي شمخاني، أن «إسقاط الدفاعات الجوية السورية المقاتلة الإسرائيلية يوم السبت، غيّر معادلة عدم توازن القوى في المنطقة ويشير إلى أن أي خطأ ترتكبه إسرائيل في المنطقة لن يبقى من دون رد.» ونفى شمخاني، أن يكون هناك أي دور لإيران في إسقاط الطائرة الإسرائيلية التي كانت تشن غارة على مواقع في سوريا، وقال «إن الدفاعات الجوية السورية هي التي أسقطت هذه الطائرة التي اخترقت الأجواء السورية واعتدت على سيادة البلاد.»[24]
- الولايات المتحدة: ذكرت الخارجية الأمريكية عن قلقها من تصاعد العنف وأبدت دعمها لحق إسرائيل السيادي بالدفاع عن نفسها فيما نددت بأنشطة إيران الضارة في المنطقة.[25]
- : أدان حزب الله في بيان صدر اليوم السبت بشدة ما وصفه «بالعدوان الإسرائيلي المستمر على سوريا واستهدافه المتكرر لمنشآتها وبناها العسكرية والمدنية»، مشيدا ب«ـيقظة الجيش العربي السوري الذي تصدى ببسالة للطائرات الإسرائيلية المعادية وتمكن من إسقاط مقاتلة من طراز أف 16». وأضاف البيان أن «إسقاط الجيش السوري للمقاتلة الإسرائيلية اليوم يشير إلى سقوط المعادلات القديمة وبداية مرحلة إستراتيجية جديدة تضع حدا لاستباحة الأجواء والأراضي السورية».[26][27]
- لبنان: ذكرت مصادر من قيادة الجيش اللبناني أن 4 طائرات إسرائيلية خرقت المجال الجوي اللبناني أثناء طيرانها نحو الأراضي السورية وأنها وصلت لبلدة كفرشوبا قرب صور.[28]
- روسيا: دعت الخارجية الروسية جميع الأطراف إلى ضبط النفس وتجنب تصعيد الوضع.[29]
- الأمم المتحدة قال الأمين العام أنطونيو غوتيريس أنه يتابع عن كثب التصعيد العسكري المثير للجزع في جميع أنحاء سوريا والانتقال الخطير عبر حدودها، ودعا إلى وقف فوري وغير مشروط للعنف في سوريا.[30]
- المملكة المتحدة أصدر وزير الخارجية بوريس جونسون اعرب فيه عن قلقه إزاء التطورات، لكنه أيد حق إسرائيل في الدفاع عن نفسها حيث قال: «نحن نؤيد حق إسرائيل في الدفاع عن نفسها ضد أي توغلات على أراضيها»، «نحن نشعر بالقلق إزاء الإجراءات الإيرانية التي تنتقص من الجهود المبذولة لإطلاق عملية سلام حقيقية». «ونحن نشجع روسيا على استخدام نفوذها للضغط على النظام وداعميه لتجنب الأعمال الاستفزازية ودعم التصعيد في السعي لتحقيق تسوية سياسية على أوسع نطاق». [2]